# Rhachicreagra drymocnemensis
Rhachicreagra drymocnemensis is een rechtvleugelig insect uit de familie veldsprinkhanen (Acrididae). De wetenschappelijke naam van deze soort is voor het eerst geldig gepubliceerd in 1981 door Jago & Rowell.